# شیمی اقیانوس
| مولفه            | غلظت (mol / kg) |
| ---------------- | --------------- |
| ویژگی‌های آب      | ۵۳٫۶            |
| کلرید            | ۰٫۵۴۶           |
| سدیم             | ۰٫۴۶۹           |
| منیزیم           | ۰٫۰۵۲۸          |
| سولفات           | ۰٫۰۲۸۲          |
| کلسیم            | ۰٫۰۱۰۳          |
| پتاسیم           | ۰٫۰۱۰۲          |
| CT               | ۰٫۰۰۲۰۶         |
| برومید           | ۰٫۰۰۰۸۴۴        |
| BT (total boron) | ۰٫۰۰۰۴۱۶        |
| استرانسیم        | ۰٫۰۰۰۰۹۱        |
| فلورید           | ۰٫۰۰۰۰۶۸        |

شیمی اقیانوس، که به عنوان شیمی دریایی نیز شناخته می‌شود، تحت تأثیر زمین‌ساخت صفحه‌ای و گسترش بستر اقیانوس، جریان اقیانوسی کدورت، رسوبات، سطح pH، ترکیبات جوی، فعالیت دگرگونی و بوم‌شناسی قرار دارد. زمینه اقیانوس‌شناسی شیمیایی محیط‌های دریایی از جمله تأثیر متغیرهای مختلف را مورد مطالعه قرار داده‌است.

## شیمی دریایی روی زمین

### ترکیبات آلی در اقیانوس‌ها
ماده آلی محلول رنگی (CDOM) تخمین زده می‌شود که حدود ۷۰ تا ۲۰ درصد از محتوای کربن اقیانوس‌ها باشد.
زندگی دریایی تا حد زیادی در بیوشیمی با موجودات زمینی مشابه است، به جز اینکه در یک محیط شور زندگی می‌کنند. یکی از نتایج سازگاری آنها این است که موجودات دریایی پربارترین منبع ترکیبات آلی هالوژنه هستند.

نمودار نشانگر شیمی اقیانوس در اطراف دریچه‌های گرمابی حرارتی دریا